# Луций Корнелий Цина (консул 127 пр.н.е.)
Вижте пояснителната страница за други личности с името Луций Корнелий Цина.
Луций Корнелий Цина (на латински: Lucius Cornelius Cinna) e политик на Римската република през 2 век пр.н.е.
Произлиза от клон Цина на фамилията Корнелии. Той е вероятно баща на Луций Корнелий Цина (консул от 87 до 84 г. пр.н.е.) и дядо на Корнелия Цина (първата съпруга на Юлий Цезар).
През 127 година пр.н.е. e избран за консул заедно с Луций Касий Лонгин Равила.